# Pandanus lanutooensis
Pandanus lanutooensis är en enhjärtbladig växtart som beskrevs av Ugolino Martelli. Pandanus lanutooensis ingår i släktet Pandanus och familjen Pandanaceae.
Artens utbredningsområde är Samoa. Inga underarter finns listade.